# Marly-la-Ville
Marly-la-Ville é uma comuna francesa na região administrativa da Ilha de França, no departamento do Vale do Oise. Estende-se por uma área de 8.62 km². Em 2010 a comuna tinha 5 700 habitantes (densidade: 661,3 hab./km²).